# کالج هنر در قبرس
کالج هنر قبرس در دانشگاه هنر و طراحی است. این برنامه در سال 1969 توسط هنرمند Stass Paraskos تأسیس شد.
کالج در شهرستانی‌از لارناکا قرار گرفته‌است. این دوره هنر و طراحی، و کمک درسی به زبان انگلیسی را ارائه می دهد.کالج دارای پیوندهای نزدیکی با دانشگاه Northampton در انگلستان اجرا می‌شود و کارشناسی ارشد هنرهای زیبا دوره‌های معتبر از دانشگاه Northampton در لارناکا. اکثر دانش آموزان از اروپا، شمال امریکا و شرق میانه است. سایت اینترنت از کالج هنر قبرس